# أحمد رسام
أحمد رسام جزائري من مواليد 9 مايو 1967 في بوسماعيل وهو عضو تنظيم القاعدة وقد عاش لفترة في مونتريال الكندية وحصل على تدريب في معسكر خلدن في أفغانستان.
أدين في عام 2001 بالتخطيط لتفجير مطار لوس أنجلس الدولي في ليلة رأس السنة الجديدة عام 1999، والتي عرفت بمؤامرة الألفية، وقد حكم عليه في البداية 22 عاما في السجن ولكن بعد التعاون مع الحكومة الأمريكية في الإدلاء بشهادته حول القاعدة والشبكات الإرهابية المرتبطة بها في فبراير 2010 عقدت محكمة الاستئناف الحكم الصادر بحقه ليكون متساهلا للغاية ولكنها أمرت بتمديد الحكم في أكتوبر 2012، حيث أعيد الحكم عليه بالسجن 37 عاما. وهو يقضي الوقت في السجن إيه دي إكس فلورنس بمقاطعة فريمونت في ولاية كولورادو الأمريكية.